# Lago Manzanita
El lago Manzanita  es un lago estadounidense situado  en el condado de Shasta , en el norte de California. El lago se encuentra dentro del Parque nacional volcánico Lassen, a una altitud de 1787 metros, y está abierto a la pesca de la trucha arcoíris, trucha marrón y trucha de arroyo.
El lago manzanita se formó hace 300 años al quedar taponado el arroyo Manzanita  por un corrimiento de tierra.
En los alrededores del lago se encuentra el Museo Loomis, un camping, y el Manzanita Lake Naturalist's Services Historic District.

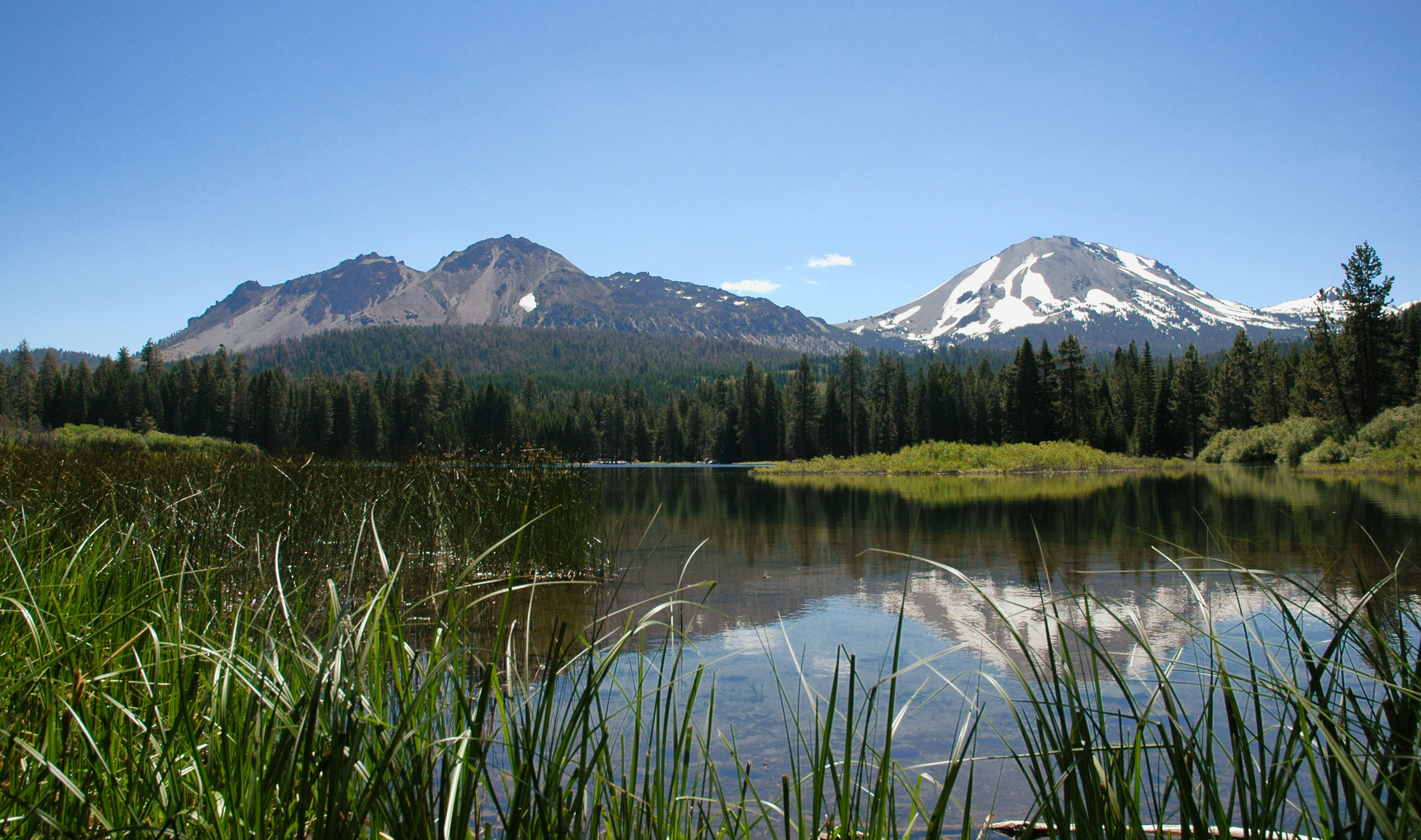
Vista de Chaos Crags y el  pico Lassen desde la orilla del lago.
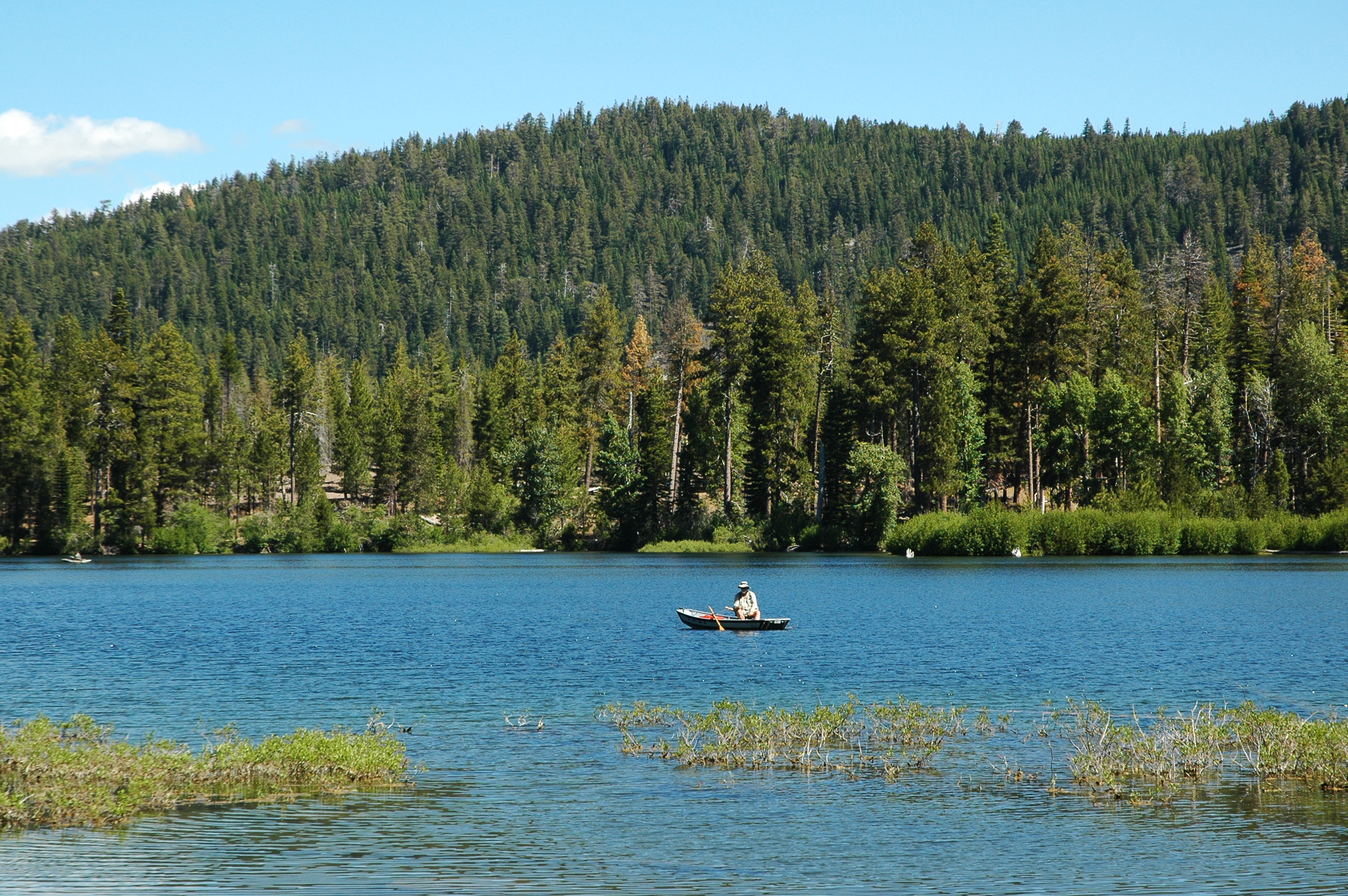
Pescando en el lago Manzanita.
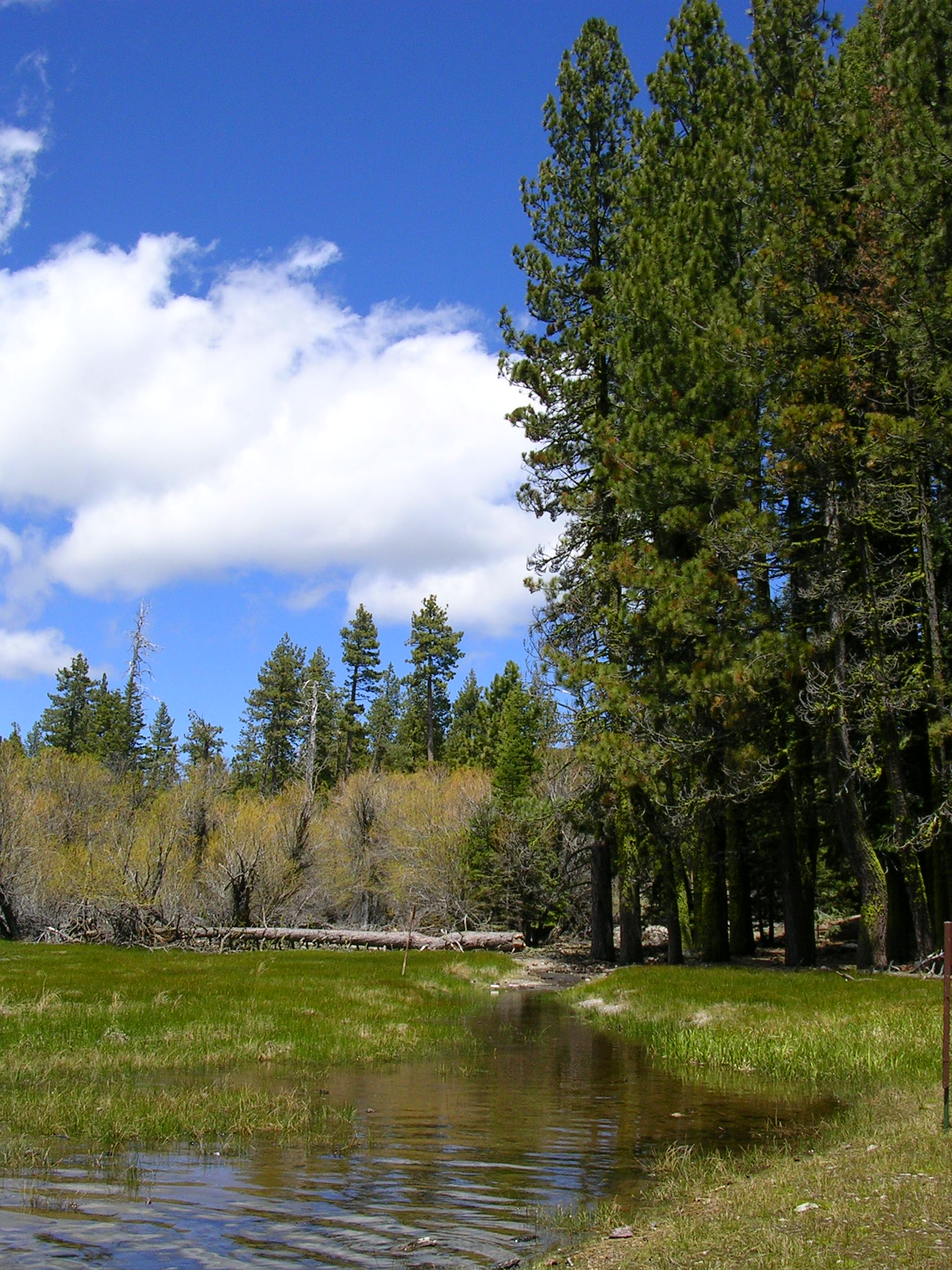
La orilla del lago Manzanita.